# Суд Пилата
Суд Пила́та — описанный в Евангелиях суд римского префекта Иудеи Понтия Пилата над Иисусом Христом. Суд Пилата входит в число Страстей Христовых. Согласно Евангелию от Иоанна, суд происходил на месте, называемом Лифостротон, или по-еврейски — Гаввафа (Ин. 19:13).

## Евангельское повествование
Описание суда Пилата над Иисусом приводится у всех четырёх евангелистов:
| Евангелие                | Описание суда |
| ------------------------ | --- |
| От Матфея (Мф. 27:11-14) | …и, связав Его, отвели и предали Его Понтию Пилату, правителю… Иисус же стал пред правителем. И спросил Его правитель: Ты Царь Иудейский? Иисус сказал ему: ты говоришь. И когда обвиняли Его первосвященники и старейшины, Он ничего не отвечал. Тогда говорит Ему Пилат: не слышишь, сколько свидетельствуют против Тебя? И не отвечал ему ни на одно слово, так что правитель весьма дивился. |
| От Марка (Мк. 15:1-5)    | Немедленно поутру первосвященники со старейшинами и книжниками и весь синедрион составили совещание и, связав Иисуса, отвели и предали Пилату. Пилат спросил Его: Ты Царь Иудейский? Он же сказал ему в ответ: ты говоришь. И первосвященники обвиняли Его во многом. Пилат же опять спросил Его: Ты ничего не отвечаешь? видишь, как много против Тебя обвинений. Но Иисус и на это ничего не отвечал, так что Пилат дивился. |
| От Луки (Лк. 23:1-7)     | И поднялось все множество их, и повели Его к Пилату, и начали обвинять Его, говоря: мы нашли, что Он развращает народ наш и запрещает давать подать кесарю, называя Себя Христом Царем. Пилат спросил Его: Ты Царь Иудейский? Он сказал ему в ответ: ты говоришь. Пилат сказал первосвященникам и народу: я не нахожу никакой вины в этом человеке. Но они настаивали, говоря, что Он возмущает народ, уча по всей Иудее, начиная от Галилеи до сего места. Пилат, услышав о Галилее, спросил: разве Он Галилеянин? И, узнав, что Он из области Иродовой, послал Его к Ироду, который в эти дни был также в Иерусалиме. |
| От Иоанна (Ин. 18:29-38) | Пилат вышел к ним и сказал: в чем вы обвиняете Человека Сего? Они сказали ему в ответ: если бы Он не был злодей, мы не предали бы Его тебе. Пилат сказал им: возьмите Его вы, и по закону вашему судите Его. Иудеи сказали ему: нам не позволено предавать смерти никого, — да сбудется слово Иисусово, которое сказал Он, давая разуметь, какою смертью Он умрет. Тогда Пилат опять вошел в преторию, и призвал Иисуса, и сказал Ему: Ты Царь Иудейский? Иисус отвечал ему: от себя ли ты говоришь это, или другие сказали тебе о Мне? Пилат отвечал: разве я Иудей? Твой народ и первосвященники предали Тебя мне; что Ты сделал? Иисус отвечал: Царство Мое не от мира сего; если бы от мира сего было Царство Мое, то служители Мои подвизались бы за Меня, чтобы Я не был предан Иудеям; но ныне Царство Мое не отсюда. Пилат сказал Ему: итак Ты Царь? Иисус отвечал: ты говоришь, что Я Царь. Я на то родился и на то пришел в мир, чтобы свидетельствовать о истине; всякий, кто от истины, слушает гласа Моего. Пилат сказал Ему: что есть истина? И, сказав это, опять вышел к Иудеям и сказал им: я никакой вины не нахожу в Нем. |

### Иисус Христос на суде Понтия Пилата
Иудейские первосвященники, осудив Иисуса Христа на смерть, не могли сами привести приговор в исполнение без его утверждения римским наместником. Как повествуют евангелисты, они после ночного суда над Христом привели его утром к Пилату в преторию, но сами не вошли в неё, «чтобы не оскверниться, но чтобы можно было есть пасху».
По свидетельству всех евангелистов, основной вопрос, который Пилат задал Иисусу, был: «Ты Царь Иудейский?». Этот вопрос был обусловлен тем, что реальное притязание на власть в качестве Царя Иудейского, согласно римским законам, квалифицировалось как опасное преступление. Ответом на этот вопрос стали слова Христа — «ты говоришь», что можно рассматривать как положительный ответ, так как в еврейской речи словосочетание «ты сказал» имеет положительно-констативный смысл. Дав такой ответ, Иисус подчеркнул, что он не только по родословию имеет царское происхождение, но и как Бог имеет власть над всеми царствами. Наиболее подробный диалог Иисуса Христа и Пилата приводится в Евангелии от Иоанна (см. цитату выше).
Евангелист Матфей сообщает, что во время суда над Иисусом жена Пилата послала к нему слугу сказать: «не делай ничего Праведнику Тому, потому что я ныне во сне много пострадала за Него» (Мф. 27:19). Согласно апокрифам, жену Пилата звали Клавдия Прокула, и она позднее стала христианкой. В греческих и коптских церквях она причислена к лику святых, её память совершается 9 ноября (27 октября по старому стилю).

### Иисус Христос на суде Ирода Антипы
О приведении Иисуса к Ироду Антипе сообщает только евангелист Лука. Пилат, узнав, что Иисус  из области Иродовой, послал Его к Ироду, который в эти дни был также в Иерусалиме (Лк. 23:7). Ирод Антипа много слышал об Иисусе Христе и давно желал видеть его, надеясь стать свидетелем одного из его чудес. Ирод задал Иисусу много вопросов, но он не отвечал на них. После, как сообщает Лука,

Ирод со своими воинами, уничижив Его и насмеявшись над Ним, одел Его в светлую одежду и отослал обратно к Пилату. И сделались в тот день Пилат и Ирод друзьями между собою, ибо прежде были во вражде друг с другом.
— Лк. 23:11-12
В белую (светлую) одежду у римлян облекались кандидаты на какую-либо начальственную или почётную должность. Таким образом, Ирод, одев так Иисуса, хотел выразить, что воспринимает его только как забавного претендента на иудейский престол и не считает опасным преступником. Вероятно именно так и понял Ирода Пилат, поскольку ссылался перед первосвященниками на то, что и Ирод не нашёл в Иисусе ничего достойного смерти.

### Поругание Иисуса Христа
После того, как Пилат первый раз вывел Иисуса к народу, который потребовал Его казни, он, решив вызвать у народа сострадание ко Христу, повелел воинам бить Его. Иисуса отвели во двор и, сняв с Него одежду, били. Затем одели Его в шутовской наряд царя — багряницу (плащ царственного цвета), возложили на голову венок, сплетённый из терния («корону»), дав в правую руку трость, ветку («царский скипетр»). После этого воины стали насмехаться над ним — вставали на колени, кланялись и говорили: «Радуйся, Царь иудейский!», а после плевали на Него и били тростью по голове и лицу.
При исследовании Туринской плащаницы, отождествляемой с погребальной плащаницей Иисуса Христа, был сделан вывод, что Иисусу было нанесено 98 ударов (при этом у иудеев допускалось наносить не более 40 ударов): 59 ударов бича с тремя концами, 18 — с двумя концами и 21 — с одним концом.

### Христос перед толпой
Пилат дважды выводил Иисуса к народу, заявляя, что не находит в Нём никакой вины, достойной смерти (Лк. 23:22). Второй раз это было сделано после Его истязаний, имевших целью вызвать жалость народа, показав, что Иисус уже наказан Пилатом.

Пилат опять вышел и сказал им: вот, я вывожу Его к вам, чтобы вы знали, что я не нахожу в Нем никакой вины. Тогда вышел Иисус в терновом венце и в багрянице. И сказал им [Пилат]: се, Человек!
— Ин. 19:4-5
В словах Пилата «се, Человек!» видно его желание вызвать у иудеев сострадание к узнику, который после истязаний своим внешним видом не похож на царя и не представляет угрозы римскому императору. Сам вид Христа после поругания над ним стал исполнением одного из пророчеств 21 мессианского псалма: «Я же червь, а не человек, поношение у людей и презрение в народе» (Пс. 21:7).
Народ ни в первый, ни во второй раз не проявил снисхождения и требовал казни Иисуса в ответ на предложение Пилата отпустить Христа, следуя давнему обычаю: «Есть же у вас обычай, чтобы я одного отпускал вам на Пасху; хотите ли, отпущу вам Царя Иудейского?». При этом, согласно Евангелию, народ ещё сильнее стал кричать да будет распят. Видя это, Пилат вынес смертный приговор — приговорил Иисуса к распятию, а сам «умыл руки перед народом, и сказал: невиновен я в крови Праведника Сего». На что народ воскликнул: «кровь Его на нас и на детях наших» (Мф. 27:24-25). Умыв руки, Пилат совершил принятое среди иудеев ритуальное омовение рук в знак непричастности к совершаемому убийству (Втор. 21:1-9). Также Пилат написал и поставил на кресте надпись, написанную по-еврейски, по-гречески и по-римски, означающую вину Иисуса Христа: «Иисус Назорей, Царь Иудейский» (Ин. 19:19) — предположительно латинский вариант.

## Апокрифические сказания
Суд Пилата описан в апокрифическом «Евангелии от Никодима». В нём кроме сведений, содержащихся в канонических Евангелиях, автор делает добавления, подчёркивающий мессианский статус Христа (например, эпизод с поклонением Христу хоругвей в руках знаменосцев). Суд Пилата начинается со спора о законности рождения Иисуса, который завершается диалогом Пилата с 12 мужами, бывшими при обручении Девы Марии, и засвидетельствовавшими законность рождения Иисуса:

(И) сказал им Пилат: «Почему хотят Его убить?» 

Сказали ему: «Гнев на него имеют, ибо лечит по субботам». 

Сказал Пилат: «За добрые дела хотят Его убить?» 

Сказали ему: «Да, господин». 

Пилат же, разгневавшись, вышел прочь из претория и сказал: «Солнце мне свидетель — объявлю всем, что ни единого греха не нашел я в этом человеке».

«Евангелие от Никодима» приводит ответ Иисуса на вопрос Пилата «что есть истина?» (вопрос согласно Евангелию от Иоанна остался без ответа): «Сказал Иисус: „Истина — от небес“. Сказал Ему Пилат: „А в земном истины нет?“ Сказал Иисус Пилату: „Внимай — истина на земле среди тех, которые, имея власть, истиной живут и праведный суд творят“».
Свидетелями в защиту Христа на суде выступают чудесно исцелённые им больные: расслабленный, слепорождённый, Вероника, жена кровоточивая; жители Иерусалима вспоминают чудесное воскрешение Лазаря. В ответ на это Пилат по случаю праздника предлагает народу отпустить на их выбор Христа или Варавву и в дальнейшем апокриф повторяет канонический евангельский текст, за исключением выведения Иисуса к народу после поругания.

## В изобразительном искусстве
В иконографии Иисуса Христа существует его изображение после истязаний, одетого в багряницу и увенчанного терновым венцом. В таком виде он изображается перед толпой к которой его приказал вывести Пилат. От слов Пилата, сказанных народу, данный иконографический тип и получил своё название — Ecce Homo («се, Человек»).
Встречаются изображения где Иисус просто стоит перед Пилатом во время допроса, а также — сцены бичевания. К более редким сюжетам относятся композиции с Иисусом на суде Ирода Антипы.
Различным деталям при изображениях сцены суда придаётся символический смысл. Так сумрак вокруг трона Пилата символизирует мрак язычества, а яркий свет претории, куда уводят Христа на поругание — свет христианской веры; собака у трона Пилата выступает символом нечестивости.

### Персонажи
Понтий Пилат
Часто изображается сидящим на троне с атрибутами царской власти (в короне, диадеме или лавровом венке), которых он, как римский наместник, в действительности не имел. В сцене умовения рук Пилат изображается сидящим в судейском кресле, один слуга льёт ему воду на руки, рядом может изображаться слуга, передающий ему просьбу Клавдии Прокулы, его жены, или протягивающий свиток с её посланием.
Иисус Христос
Иконография зависит от того, в какой сцене изображён Христос: связанные руки характерны для его первого появления перед Пилатом, после суда Ирода Антипы на нём появляются белые одежды, после поругания — багряница и терновый венец.
Ирод Антипа
Всегда изображается в соответствии с его царским статусом, увенчанным короной и сидящим на троне. Рядом помещают фигуру воина с белыми одеждами, приготовленными для Христа.